# Arthuriomyces
Arthuriomyces is een geslacht van roesten uit de familie Phragmidiaceae. De typesoort is Arthuriomyces peckianus.

## Soorten
Volgen Index Fungorum telt dit geslacht twee soorten (peildatum mei 2023):
| Soortnaam               | Auteur(s)                   | Publicatiejaar |
| ----------------------- | --------------------------- | -------------- |
| Arthuriomyces peckianus | (Howe) Cummins & Y. Hirats. | 1983           |
| Arthuriomyces rubicola  | J.Y. Zhuang & S.X. Wei      | 1993           |